# Тур Южной Африки
Тур Южной Африки (англ. Tour of South Africa) — шоссейная многодневная велогонка, проходившая по территории ЮАР в 2011 году.

## История
Гонка была проведена единственный раз во второй половине февраля 2011 года в окне после австралийской многодневки Тур Даун Андер и перед началом крупнейших гонок в Европе. Призовой фонд составил 500000 рандов, что сделало его самым богатым международным соревнованием в стране.
Дистанция состояла из семи этапов и прошла по территории трёх провинций Гаутенг, Восточно-Капской и Западно-Капской по маршруту Претория — Йоханнесбург — Порт-Элизабет — Блукранс — Оудсхурн — Барридейл — Херманус — Стелленбос — Парл. Общая протяжённость гонки составила чуть больше 1000 километров.
Входила в календарь Африканского тура UCI, с категорией 2.2. Организаторы планировали в течение пяти лет поднять категорию до 2.HC.

## Призёры
| Год  | Победитель    | Второй      | Третий     |
| ---- | ------------- | ----------- | ---------- |
| 2011 | Кристиан Хаус | Йоханн Раби | Дэрил Импи |